# Гамильтон (округ, Бермудские острова)
Гамильтон (англ. Hamilton Parish) — один из девяти округов (parishes) Бермуд. Вся площадь округа составляет 5,1 км². Население 4 852 человек (2010).